# Port lotniczy Bouar
Port lotniczy Bouar – krajowy port lotniczy zlokalizowany w Bouar, w Republice Środkowoafrykańskiej.